# Оттлик, Геза
Ге́за О́ттлик (венг. Ottlik Géza; 9 мая 1912, Будапешт — 9 октября 1990, там же) — венгерский писатель, переводчик, теоретик бриджа. Представитель «психологического романа» Венгрии.
Лауреат государственной премии Венгрии по литературе им. Кошута (1985). Праведник народов мира.

## Биография
Родился в знатной венгерской семье с давними военными традициями. Окончил кадетскую школу Кёсеге и военное училище в Будапеште. Однако решил сменить профессию и поступил на физико-математический факультет Будапештского университета (1931—1935). Окончив университет, пытался найти работу журналиста. В 1939 в прессе стали появляться его первые сочинения.
Всю войну вместе с женой укрывали у себя дома, кормили и прятали в случае облав еврея Иштвана Ваша, известного поэта и писателя. За это супруги были удостоены почетного звания «Праведник народов мира» от израильского мемориального института «Яд Вашем» «в знак глубочайшей признательности за помощь, оказанную еврейскому народу в годы Второй мировой войны».
После недолгой работы на венгерском радио, в 1945 году он стал секретарём Венгерского ПЕН-клуба (до 1957 года), работал драматургом на радио, некоторые свои работы передавал на Запад. После 1948 года, по политическим мотивам перестал публиковаться и вынужден был зарабатывать на жизнь литературными переводами, в основном, с английского. Среди его переводов произведения Чарльза Диккенса, Бернарда Шоу, Джона Осборна, Ивлин Во, и немецкого (Томас Манн, Готфрид Келлер, Стефан Цвейг).
С конца 1950-х годов постепенно смог вернуться к литературной жизни. В 1957 напечатал короткий роман Hajnali háztetők, а в 1959 году — свой наиболее известный и культовый автобиографический роман «Училище на границе». В этом романе описан непростой и жестокий период обучения и взросления подростка в военном училище. В первую очередь это психологическое исследование внутреннего мира подростка 12-15 лет, но тяжёлая атмосфера военного училища с насаждаемой начальством «дедовщиной» неявно сопоставляется с атмосферой общественной жизни Венгрии. Роман принёс успех Г. Оттлику и получил признание за рубежом.
В 1960 году он принял участие в поездке в Лондон, где в знак признания за качество переводов был награждён премией и получил грант от британского правительства.
В жизни, был страстным игроком в бридж. Разрабатывал теорию игры и внедрил целый ряд новых понятий. Результатом этого стала популярная книга «Приключения в игре картами» (1979), написанная совместно с Хью Келси. Специалисты писали, что книга Г. Оттлика открыла новую страницу во многих технических областях и до сих пор считается одной из самых передовых книг по карточной игре. Опрос американских экспертов бриджа в 2007 году поставил её на третье место в списке фаворитов всех времён, то есть по прошествии 30-ти лет после первой публикации книги.
Автор сборников рассказов, романов, эссе, исследований, статей.

## Избранные произведения
- Hamisjátékosok (1941)
- Hajnali háztetők (1957)
- Iskola a határon (1959)
- Minden megvan (1969)
- Adventures in Card Play(1979), 285 pp., OCLC 16423055
- Próza (1980)
- A Valencia-rejtély (1989)
- Hajónapló (1989)
- Buda (1993)

### Переводы на русский язык
- Геза Оттлик. Училище на границе = Iskola a határon / пер. с венг. В. А. и А. В. Смирновых. Послесловие В. Середы.. — М.: Художественная литература, 1983. — 382 с. — (Зарубежный роман XX века). — 75 000 экз.

## Награды
- Премия имени Аттилы Йожефа (1981),
- Премия имени Кошута (1985)